# Wapen van Itens

Wapen van Itens

Het wapen van Itens is het dorpswapen van het Nederlandse dorp Itens, in de Friese gemeente Súdwest-Fryslân. Het wapen werd in 2001 geregistreerd.

## Beschrijving
De blazoenering van het wapen in het Fries luidt als volgt:
loftsskeane: I. yn read in út de dielline útkommend springend hynder fan sulver; II. yn blau in sulveren lofterskeanbalke.
De Nederlandse vertaling luidt als volgt:
linksgeschuind: I. in rood een uit de deellijn uitkomend springend paard van zilver; II. in blauw een zilveren linkerschuinbalk.
De heraldische kleuren zijn: keel (rood), zilver (zilver) en azuur (blauw).

## Symboliek
- Indeling schild: duidt op de patroonheilige van de kerk van Itens, Martinus van Tours. Hij sneed zijn mantel in tweeën en gaf een helft aan een bedelaar.[2]
- Paard: staat voor de veehouderij in de omgeving van het dorp. Daarnaast is het paard ook ontleend aan het wapen van het geslacht Stapert dat een boerderij in het dorp bezat.[2]
- Blauw veld: afkomstig van de wapens van de voormalige gemeenten Hennaarderadeel en Littenseradeel waar Itens eertijds deel van uitmaakte.[2]
- Schuinbalk: beeldt de ligging van het dorp aan de Slachtedijk uit.[2]

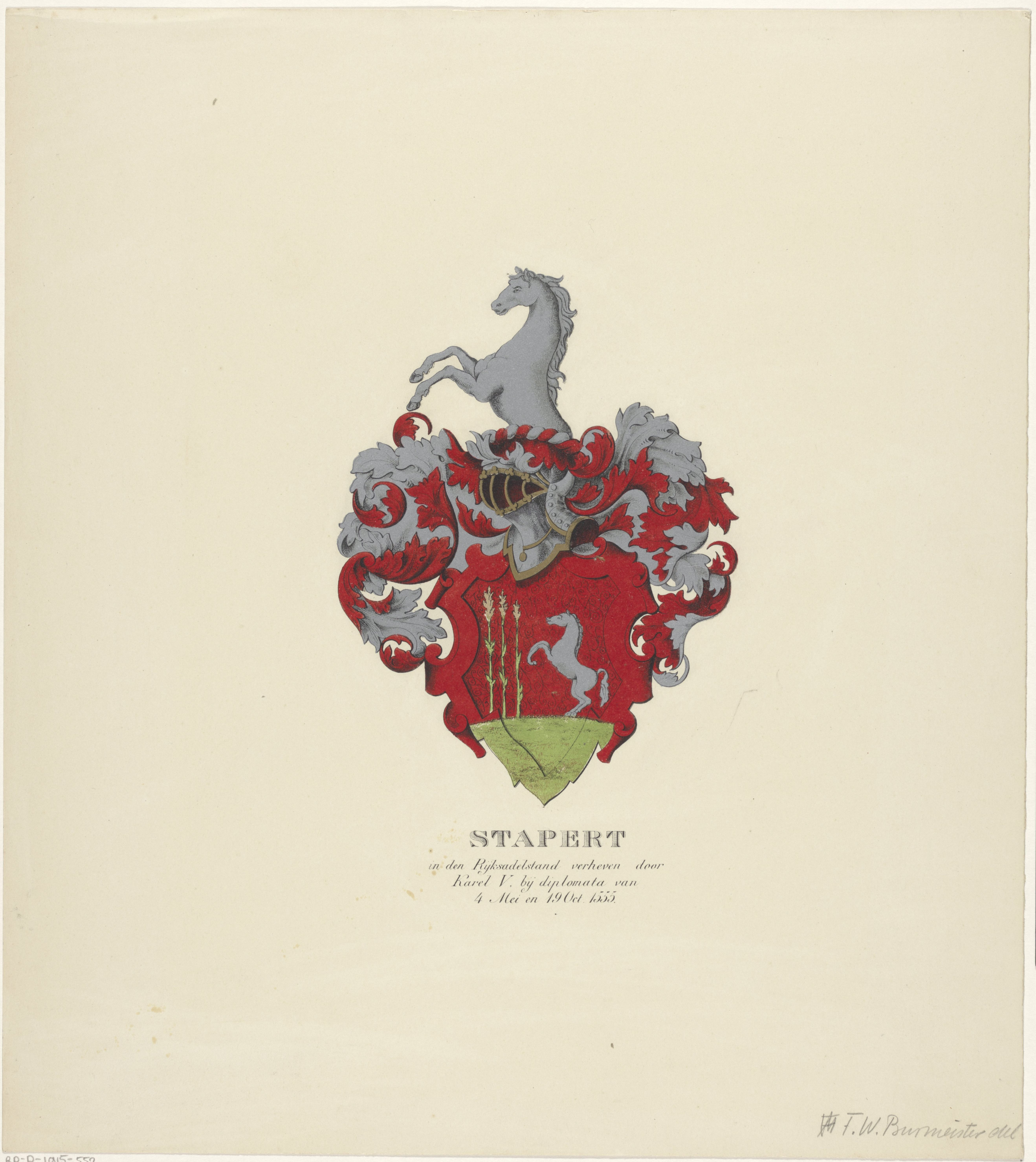
Het wapen van de familie Stapert.
Het wapen van Hennaarderadeel.
Wapen van Littenseradeel.

## Zie ook

Vlag van Itens